# Maria Belli-Gontard
María Belli Gontard (20 de abril de 1788, Fráncfort del Meno, como María Gontard, - 1 de febrero de 1883, ibíd.) fue una escritora, traductora e historiógrafa alemana. Fue conocida también por coleccionista.

## Biografía
Fue una de cinco hermanos del banquero de la familia Gontard. Su nombre Marie cambió a partir de 1810, después de la boda, con el católico Johann Peter Belli (1782-1853) en María, por la iglesia católica en esa forma del nombre. En ocasiones, se la conoció como Mimi o Miche. Su familia de origen era hugonote, y, en 1685 emigró a raíz de la revocación del Edicto de Nantes en Francia hacia varias ciudades de Alemania. En Frankfurt, la familia alcanzó gran prosperidad.
Su educación escolar, se realizó a través de tutores. Entre 1796 y 1798, en casa de su tía Susette Gontard, recibía clases particulares de Friedrich Hölderlin, el preceptor de Susettes.
Tenía joven débil constitución física, trayéndole alivio por viajes y estancias en sanatorios. Sólo después de su viaje a Constantinopla, en 1845, emerge activa, afectando su estado de salud positiva. Y así vivió, inusualmente elevado, de casi 95 años. Siempre permaneció conectada con su ciudad natal, Fráncfort del Meno. Viajaba a menudo y también caminaba grandes distancias. Su último y más largo viaje a Constantinopla lo hizo sin su esposo, sólo un criado la acompañó.
María tuvo un amor adolescente con Karl von Turckheim, hijo de Lili Schönemann (Goethes Lili). Sin embargo, se casó con Maria Belli-Gontard Johann Peter Belli, siendo mal bienvenido por católico, con los padres. Un matrimonio entre protestantes y católicos era casi imposible debido a las diferentes creencias. Por lo tanto, el muy respetado Gontard no perdió su imagen pública, el matrimonio se llevó a cabo bajo la apariencia de las bodas de plata de los padres de María.
En 1810 tuvo su primer hijo, y un año más tarde, en 1811, fue el segundo hijo Georg Friedrich Bernhard. El mayor murió en 1819, de tos ferina.
A finales de mayo de 1842 organizó el crítico literario Karl Ferdinand Gutzkow con los Belli-Gontard grupos de discusión de libros, entre otros, con la participación de Henriette Herz, Niccolò Paganini y Johann Nepomuk Hummel. Duró unos meses hasta finales de febrero de 1843
A través de las relaciones comerciales de su marido ella podía fácilmente hacer contactos en el exterior, por ejemplo a Inglaterra, Ámsterdam y Constantinopla y cambiar con los banqueros de allí en varias ocasiones cartas de crédito. Eso fueron buenas condiciones para viajes de salud y de recreación que hizo en su mayoría sin su marido. A menudo viajaba con su hijo Georg. El último viaje que hizo con él, en 1846 y los llevó a París. Después de que su marido murió el 5 de octubre de 1859 ya no pensaba en viajes, porque ya no era suficientemente cubierto por falta de contactos.
María murió a los 94 años, y fue inhumada en el Cementerio Gruftenhalle de Frankfurt.

## Obra
- La vida en Frankfurt am Main, 1850/51, Anzeigensammlung
- Christian August Leißring. Un Lebensbild, 1853, Biografía
- Mujer Rath, alrededor de 1855, Fragmento
- Breve Rectificación de algunos Irrthümer en Heribert Áspero's culturhistorisch de biographischem Novela: "Hölderlin", 8. En mayo de 1862
- Unbetitelter Ensayo sobre el Tránsito de Napoleón a través de Fráncfort del Meno, el 1. Noviembre de 1813, 16. Diciembre de 1865
- Canje de notas entre el Artista y el Actor Moritz Rott y una Dama, 1867
- Hace más de cien Años. Curiosa e interesante Huellas en toda Alemania, publicado en Prensa. En orden de María Belli-fundación gontard, 1870
- Goethe y la Señorita Philippine Arca, 22. Julio de 1870
- La Venganza del Jorobado. Después de una verdadera Historia, alrededor de 1870, la Novela
- Vida De Recuerdos, En 1872, La Autobiografía De
- Sammelsorium de la antigua Frankfurt y Sachsenhausen Canciones, Historias y Locuciones, 1875
- Verzeichniß de realización Personal en el Teatro de la ciudad de Frankfurt desde el Principio de este Siglo, hasta la Inauguración del teatro de la Ópera con Exclusión de los que aún actúan los Miembros. Compilado por M. Belli-fundación gontard, después de 1885
- La Joyería De Perlas. Basado en una Historia verídica libre dice, en 1879, la Novela
- La Biografía de un famoso Actor y varios Poemas y Cartas
- Las Cartas interesantes de Personas fallecidas, 1879
- Recetas de Comidas, 1880
- Pequeños mismo inventaba Poemas y dichos de otras Personas, 1883

## Literatura
- Wiebke Bandelow: Entre la historia local y la historia: María Belli-fundación gontard. (= Estudios de filología Alemana; v. 11) El Dr. Kovac, Hamburgo, 2004, ISBN 3-8300-1551-8

- Rudolf Joven: Belli-Fundación Gontard, María en: Allgemeine Deutsche Biographie (ADB) 20 (46) Duncker & Humblot, Leipzig, 1902, p. 20 344.

- Robert Diehl: fundación gontard, María Belli-G..En: neue Deutsche Biografía (NDB). Banda 6, Duncker & Humblot, Berlín, 1964, ISBN 3-428-00187-7, p. 644 f. (Digitalisat).